# Euonthophagus yemenicus
Euonthophagus yemenicus là một loài bọ cánh cứng trong họ Bọ hung (Scarabaeidae).